# Ричард Франсис Бъртън
Ричард Франсис Бъртън (на английски: Richard Francis Burton) е английски пътешественик-изследовател, географ, картограф, етнолог, преводач, ориенталист и дипломат. Известен е с проучванията си на Азия, Африка и Америка, както и с познанията си на много езици и култури.
Пътува сам и дегизиран до Мека, превежда „Хиляда и една нощ“ и „Кама Сутра“, пътешества с Джон Хенинг Спик, за да открият Големите езера на Африка и изворите на Нил, посещава с Брайъм Йънг Солт Лейк Сити, пътешества и пише много. Неговите трудове обстойно критикуват колониалната политика на Британската империя.
Бъртън е капитан в армията на Източноиндийската компания като служи в Индия, а по-късно участва и в Кримската война. След това е ангажиран от Кралското географско дружество да изследва източното крайбрежие на Африка, като той е първият европеец, който вижда езерото Танганайка. На по-зрели години е британски консул във Фернандо По (днес о-в Биоко, Екваториална Гвинея), Сантос, Дамаск и Триест. Член е на Кралското географско дружество и през 1886 е посветен в рицарство.

## Произход и образование (1821 – 1851)
Роден е на 19 март 1821 година в Торки, Девън, Англия, в семейството на полковник Джоузеф Бъртън и Марта Бейкър. През 1825 семейството се премества да живее в Турс, Франция. От 1829 учи в подготвително училище в Ричмънд, Съри, като през следващите години често пътува до Франция и Италия. От малък показва интерес към езиците и бързо научава френски, италиански, неаполитански и латински език, както и няколко диалектa. По време на детството си Бъртън е често сред цигани и мнозина смятат, че неговият буен, емоционален и скитнически характер е отражение на това ранно общуване. Той е обичан много от циганите, които го смятат за един от тях.
Постъпва в Тринити колидж (Оксфорд) през октомври 1842 г., но се оказва негоден за живота в Оксфорд, от където е изгонен заради това, че призовава на дуел свой състудент, който му се е присмял на войнишките мустаци. Постъпва в армията на Британската източноиндийска компания не за да бъде войник, а за да изследва живота и езиците на Ориента. Започва да учи арабски самостоятелно още в Оксфорд и формално учи хинди в Лондон. Щом се озовава в Индия под командването на Чарлз Джеймз Нейпиър, той удивително бързо овладява гуджарати, марати и хинди, както и фарси и арабски. Смята се, че е говорел 29 европейски, азиатски и африкански езици и множество диалекти, което го прави свръхполиглот.

## Пътешествия и изследователска дейност (1851 – 1860)

### Подготовка и пътуване до Мека (1851 – 1853)
Назначен в изследователска експедиция в Синдх, която му дава възможност да се смесва с хората, като често по пазарите минава за местен и успява да заблуди дори своя учител по местен език, както и своя полковник и сътрапезниците си. Неговите странствания из Синдх са като подготовка за пътуването му до Мека, а седемте години в Индия поставят основите на несравнимото му познаване на живота и нравите на Изтока, особено сред по-низшите класи. Проучванията му на индийската проституция, както мъжка, така и женска, са шокиращи за неговите сънародници.
Пътуването му до Мека през 1853 го прави известен. Той го планира още докато се смесва с мюсюлманите в Синдх и усилено се подготвя за изпитанието чрез изучаване на теория и практика (включително се обрязва, така че значително да намали риска да бъде разкрит). Без съмнение, първият мотив за него е любовта към приключенията, която е неговата най-силна страст, това е страстта на изследователя, така че пътуването на Бъртън бива одобрено от Кралското географско дружество. Макар че той възнамерява да запълни една празнина на картата, в района се води война и неговото пътуване не стига по-далеч от Медина и Мека.
Геройството да придружаваш мюсюлманските хаджии (поклонници) до свещените градове обаче не е толкова опасно, колкото се предполага. Неколцина европейци са го осъществявали преди и след Бъртън. Независимо от това, той го прави с голямо умение. Той е първият англичанин, направил такова пътуване. Дегизиран като пущуни, за да не прави впечатление с някои особености на изговора си, но трябва да покаже и познаване на сложния ислямски ритуал и на тънкостите от източните маниери и етикет. И когато среща затруднения, показва присъствие на духа и хладнокръвие. На практика обаче пътуването му е по-малко забележително, отколкото книгата, в която то е описано – „Поклонение в Ал-Медина и Мека“ (1855). Както се казва в Encyclopædia Britannica от 1911 г.:
| „ | Неговите живи описания, изразителен стил и дълбоко личният „отпечатък“ я открояват сред книгите от този ранг; неговото вникване в семитския начин на мислене и неговата картина на арабските маниери ѝ придават стойност на исторически документ; неговият лек хумор, остра наблюдателност и дръзка неуравновесеност при изказване на мнения със странен, необичаен, но убедителен език, я прави рядкост в литературата. | “ |

### Пътешествие в Сомалия (1854 – 1855)
След завръщането си в Кайро от Мека, Бъртън отплава за Индия, за да се присъедини към своя полк. През март 1854 се премества в политическия отдел на Източноиндийската компания и заминава за Аден на Арабския полуостров, за да се подготви за нова експедиция, подкрепена от Кралското географско дружество, за изследване на вътрешността на Сомалия, тъй като британските власти искат да защитят търговските пътища през Червено море. Бъртън се надява да открие големите езера, които е чувал от арабските пътешественици. Съпровожда го капитан Джон Хенинг Спик и още двама млади офицери, но Бъртън осъществява най-трудната част от пътешествието сам – пътуването до Харар, тогавашната столица на Сомалия (днес в Етиопия), в която дотогава не е влизал нито един европеец. Бъртън изчезва в пустинята и за него не чуват нищо цели четири месеца. Когато се появява отново, се оказва, че не само е бил в Харар, но и че е разговарял с емира, престоял десет дена там, изложен на смъртна опасност, и че яздил по обратния път през пустинята почти без вода и храна, през цялото време следван по петите от сомалийски копиеносци.
Опитът му не го разубеждава и той поема на път отново, но близо до Бербера неговата група влиза в схватка с племената, в която един от младите му офицери загива. Джон Хенинг Спик е ранен на единадесет места, а на Бъртън се забива копие между челюстите. Книгата му „Първи стъпки в Източна Африка“ (1856), описваща тези приключения, се смята за една от най-вълнуващите му или една най-характерните му книги, пълна с познания, наблюдения и хумор.
След провала на експедицията, Бъртън се връща в армията и пътува до Крим, надявайки се да участва в сраженията на Кримската война. Той служи в щаба на корпуса на башибозука, местни бойци под британско командване в Дарданелите.

### Търсене изворите на Нил (1856 – 1858)
През 1856 г. Бъртън се връща в Африка, изпратен от Външното министерство, под покровителството на Кралското географско дружество, за да потърси неизвестните дотогава извори на река Нил. Както и в сомалийската експедиция и тук го съпровожда капитан Джон Хенинг Спик.
От януари до март 1857 Бъртън посещава островите Пемба, Момбаса, Танга и Пангани покрай източното крайбрежие на Африка. Изкачва се по река Пангани до планината Усамбара (2230 м). На 27 юни 1857, заедно с Джон Хенинг Спик от Багамойо (6º 30` ю.ш.) се изкачват по река Руву, пресичат крайбрежната област Узарамо, достигат на запад до подножието на платото Усагара, откриват средното и горно течение на река Вами, пресичат хребета Рубехо, продължават на северозапад и на 7 ноември достигат до Табора. В средата на декември тръгват на запад покрай реките Игомбе и Малагараси и на 13 февруари 1858 откриват езерото Танганика (34 000 км2). През април изследват северната част на езерото, където откриват вливащата се в него река Рузизи, а в северозападната му част откриват п-ов Убвари.
На обратния път Бъртън се разболява и експедицията за дълго време се установява в Табора. Възползвайки се от това неочаквано задържане, Спик убеждава Бъртън да му разреши самостоятелен маршрут към северното езеро, което арабите назовават Укереве, а местните жители – Нянза. В началото на юли 1858 Спик с малък отряд тръгва от Табора и на 30 юли достига до дълъг и тесен залив, а на 3 август открива и самото езеро Нянза (Виктория). Твърденията на Спик, че е открил отделно езерото Виктория, водят до остър спор, но откритията на езерата под ръководството на Бъртън довеждат до следващи изследователски експедиции на Спик и Джеймс Огъстъс Грант, на сър Самюъл Уайт Бейкър и на Дейвид Ливингстън и Хенри Мортън Стенли.
Отчетите на Бъртън до Кралското географско дружество и книгата му „Езерните региони на Екваториална Африка“ (1860), са „същински предци на многобройната литература за най-тъмната Африка“ и заедно със следващите изследователски пътешествия в Източна Африка довеждат пряко до британското колониално господство върху по-голямата част от континента.

## Дипломатическа и научна дейност (1861 – 1889)
През 1861 г. официално постъпва на дипломатическа служба като консул във Фернандо По, днес о-в Биоко, Екваториална Гвинея, като през същата година е първият европеец, който се изкачва на вулкана Камерун (4070 м). По-късно служи в Сантус, Бразилия, Дамаск и Триест. Написва книги за всички тези места. Службата му в Дамаск ражда неговата „Неизследвана Сирия“ (1872) и изглежда идеален пост за него, но поради свадливия му характер довежда до неговото преместване в Триест.
Множеството негови книги от този период са пълни с факти и язвителни забележки по адрес на неговите противници, но не успяват да станат много популярни. Както се казва в Encyclopædia Britannica: „Бъртън няма чара на стила или въображението, който прави безсмъртен даден пътепис“.
През 1863 г. Бъртън става съосновател на Лондонското антропологично дружество с д-р Джеймс Хънт. По думите на самия Бъртън, главната цел на дружеството (чрез публикуване на списанието Anthropologia) е „да снабди пътешествениците с орган, който да спаси техните наблюдения от външната тъмнина на ръкописа, и да отпечатва любопитна информация от тях по социални и сексуални въпроси“.
На 5 февруари 1886 кралица Виктория му връчва Ордена на Свети Майкъл и Свети Джордж, т.е. посвещава го в рицарско звание.
Най-прославен от неговите трудове е преводът на „Хиляда и една нощ“, публикуван на английски именно под това заглавие (The Thousand Nights and a Night) в 16 тома, (1885 – 1888). Като паметник на неговите енциклопедични знания за живота на източните страни, този превод е най-голямото му постижение. Научната дейност и превод биват критикувани, но работата разкрива дълбоки познания на речника и обичаите на мюсюлманите: не само на тяхната философия, но и на техния таен сексуален живот, не само на класическия арабски език, но и на народния жаргон. „Антропологичните бележки“ на Бъртън – както по-ранните в Индия, така и в „Хиляда и една нощ“, по времето когато са публикувани, са сметнати за порнографски. Преводът на „Благоуханната градина“ е изгорен от вдовицата му Изабел Аръндел Гордън, защото сметнала, че ще навреди на репутацията му.
Други забележителни трудове са „Викрам и вампира, индуски приказки“ (1870) и неговата незавършена история на фехтовалното майсторство „Книга за сабята“ (1884). През 1880 превежда също „Лузиадите“ португалски национален епос от Луиш ди Камоиш, а на следващата година написва увлекателна биография на този поет и авантюрист. Книгата му „Евреинът, циганинът и ислямът“ (достъпна в Интернет на антисемитски сайт), е публикувана през 1898, като съдържа множество антисемитски митове.

## Смърт (1890)
Бъртън умира в Триест рано сутринта на 20 октомври 1890 година от сърдечен удар на 69-годишна възраст. След смъртта му неговата съпруга Изабел Бъртън изгаря много от неговите документи, включително списания и планиран нов превод на „Благоуханната градина“, наречен „Ароматна градина“, за който и предлагат 6 хил. гвинеи и който тя смята за „магнум опус“. Тя вярвала, че така защитава репутацията на съпруга си, но действията ѝ са широко осъдени.
Изабел написва биография на съпруга си, която е документ за неговия всеотдаен живот.
Двамата са погребани в забележителна гробница под формата на бедуинска палатка от мрамор и камък, проектирана лично от Изабел в гробището на Римската католическа църква „Света Мария-Магдалена“ в Мортлейк, Югозападен Лондон. Ковчезите им могат да се видят през прозорец в задната част на палатката, до който се стига чрез къса фиксирана стълба.

## Памет
- На негово име е наименуван залив (4°13′ ю. ш. 29°04′ и. д. / 4.216667° ю. ш. 29.066667° и. д.) в северозападната част на езерото Танганика.
- Бъртън е един от главните герои на романите от поредицата „Речен свят“ от Филип Хосе Фармър.
- Образът му е използван широко и в поредицата исторически романи за Флешмън на Джордж Макдоналд Фрейзър.

## За него
- „За него е вярно определението, че е човек от елизабетинската епоха, роден извън времето си; по времето на Франсис Дрейк най-големите му грешки щяха да бъдат в негова полза“[1].
- „Преди да навърши средна възраст, той успява да събере в живота си повече учение, лишения и успешни начинания и приключения, отколкото биха изпълнили живота на половин дузина обикновени мъже“. Лорд Дарби, парламентарист от 19 век[1].

## Избрани съчинения
- „Синд или нещастната долина“ (Scinde or the Unhappy Valley, 1851)
- „Синд и расите, които населяват долината на Инд“ (Sindh and the Races That Inhabit the Valley of the Indux, 1851)
- „Гоа и сините планини“ (Goa and the Blue Mountains, 1851)
- „Медина и Мека“ (Al-Medina and Meccah, 1855)
- „Първи стъпки в Източна Африка“ (First Footsteps in East Africa, 1856)
- „Лов със соколи в долината на Инд“ (Falconry in the Valley of the Indus, 1857)
- „Езерните региони на екваториална Африка“ (Lake Regions of Equatorial Africa, 1860)
- „Градът на светците“ (The City of the Saints, 1861)
- „Странствания из Западна Африка“ (Wanderings in West Africa, 1863)
- „Абеокута и Камерун“ (Abeokuta and the Cameroons, 1863)
- „Мисия при Гелеле, крал на Дахомей“ (A Mission to Gelele, King of Dahomé, 1864)
- „Мъдрост от Западна Африка“ (Wit and Wisdom From West Africa, 1865)
- „Планините на Бразилия“ (The Highlands of Brazil, 1869)
- „Писма от бойните полета на Парагвай“ (Letters From the Battlefields of Paraguay, 1870)
- „Неизследвана Сирия“ (Unexplored Syria, 1872)
- „Занзибар“ (Zanzibar, 1872)
- Ultima Thule, 1872
- „Етруска Болоня“ (Etruscan Bologna, 1876)
- „Синдбар“ (Sindbar, 1877)
- „Земята на Мидиан“ (The Land of Midian, 1879)
- „На Златния бряг за злато“ (To the Gold Coast for Gold, 1883)
- „Хиляда и една нощ“ (The Thousand Nights and a Night, 1885 – 1888)